# Negal Morales
Negal Manuel Morales Llovera (Estado Miranda, Venezuela, 8 de marzo de 1972) es un político venezolano, militante del partido socialdemócrata Acción Democrática, fue secretario de la Asamblea Nacional de Venezuela en el período 2018-2019, y posteriormente junto a la polémica directiva parcialmente reconocida de Luis Parra en el período 2020-2021.

## Carrera
Negal Morales fue portavoz del partido Acción Democrática y sirvió como secretario de la Asamblea Nacional para el periodo 2018-2019. El 5 de enero de 2020, Morales tuiteó:

"#AsambleaNacional aún sin quórum, y sin la mayoría de los parlamentarios en el hemiciclo, hoy decidimos tomar la @AsambleaVE por la fuerza, en alianza con el Psuv y @NicolasMaduro para lograr un cambio en Venezuela, con participación de todos. Pedimos al pueblo su respaldo!"

Morales posteriormente borró el tuit, afirmando que era falso y que no lo había publicado lo que se dice en redes, pero el tuit fue guardado en un archivador de páginas web. Morales aceptó ser postulado y posteriormente nombrado como secretario de la Asamblea Nacional por la plancha impulsada por el "Bloque de la Patria", conformado por el Partido Socialista Unido de Venezuela (PSUV) y sus aliados y que igualmente juramentó en la directiva del parlamento a Luis Parra en la presidencia, Franklin Duarte como primer vicepresidente y José Gregorio Noriega en la segunda vicepresidencia.
El 9 de enero Morales fue destituido de su partido Acción Democrática por incurrir en autoexclusión al aceptar la nominación como secretario del parlamento. El 13 de enero el Departamento de Tesoro de Estados Unidos sancionó a siete diputados por su participación en el intento de juramentar a una junta directiva parlamentaria paralela, incluyendo a Negal Morales.